# Adolf Ulrik Wertmüller

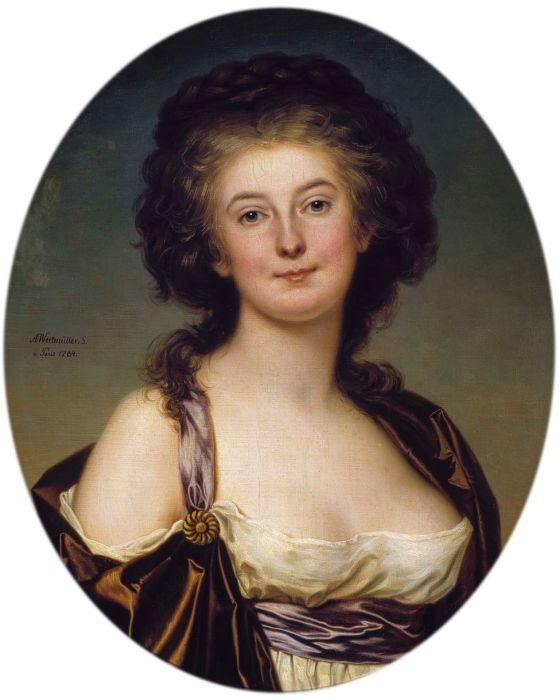
Adolf Ulrik Wertmüller, Mademoiselle Charlotte Eckerman (1784).

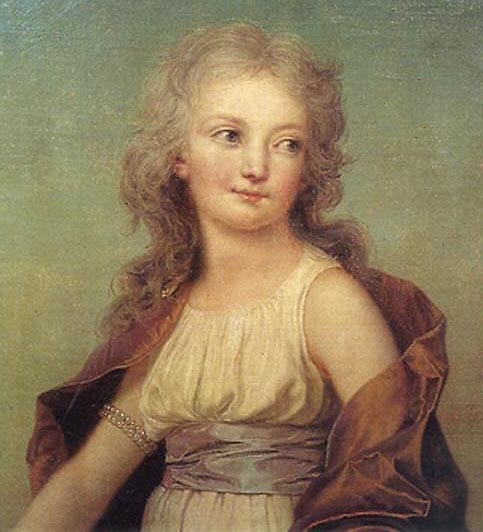
María Teresa de Francia (1786).

Adolf Ulrik Wertmüller fue un pintor sueco nacido en Estocolmo en 1749 y fallecido en Delaware County, Pensilvania, EE. UU. en 1811.
Trabajó en la Academia Real de París. Pintor de cámara del rey de Suecia en 1787, posteriormente se establece en Cádiz, en cuyo museo se conserva un interesante retrato de grupo del almirante Juan de Mendoza, esposa, cuñada, hijas, sobrina y el del cónsul de Francia Luis Rivaupie. El Museo del Prado por su parte posee una pareja de retratos de su mano, el del embajador de los Países Bajos en España, conde Jacobo de Rechteren - Almelvo, y el de su esposa, doña Inés María Aguirre y Yoldi, adquiridos por la Junta del Tesoro Artístico en 1932.
En 1797 viajó a América como retratista. Su obra maestra, Dánae creó cierta controversia al convertirse en una de las primeras pinturas de desnudo femenino exhibidas en Estados Unidos. A su regreso a Europa parece que residió de nuevo en Cádiz.
Finalmente regresó a Filadelfia en 1800 y el 8 de enero de 1801 se casó con Elizabeth Henderson, nieta del pintor estadounidense Gustavus Hesselius, y dos años más tarde se retiró a una plantación en Clayton, Delaware, donde vivió los últimos años de su vida.

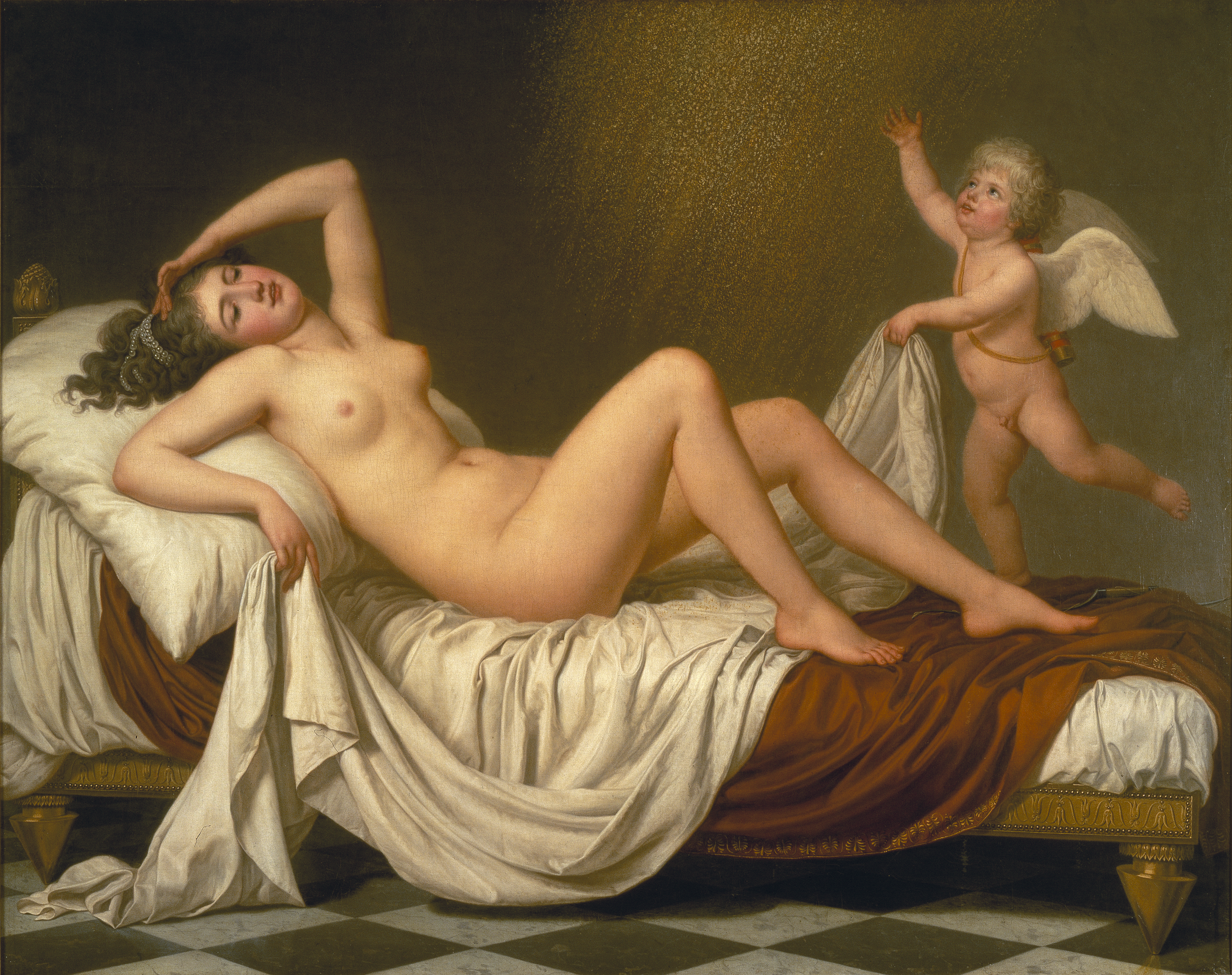
Dánae recibiendo la lluvia de oro (1787).

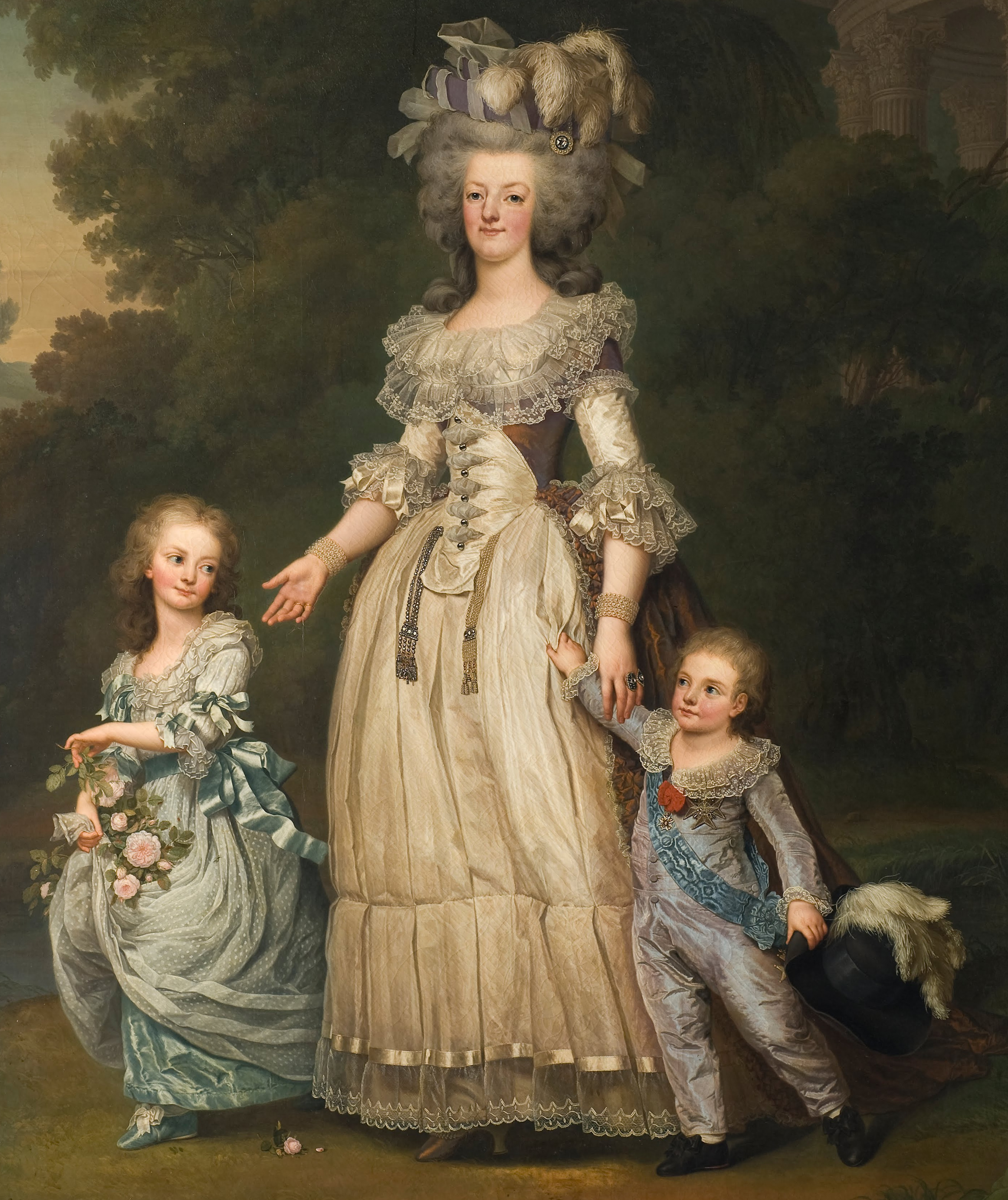
María Antonieta y sus hijos (1785). La reina aparece paseando por el parque del Trianón con sus hijos en este retrato que fue expuesto en el Salón de ese año.